# Gymnochthebius tenebricosus
Gymnochthebius tenebricosus är en skalbaggsart som först beskrevs av Deane 1931.  Gymnochthebius tenebricosus ingår i släktet Gymnochthebius och familjen vattenbrynsbaggar. Inga underarter finns listade i Catalogue of Life.